# Olympische Sommerspiele 1988/Teilnehmer (Amerikanische Jungferninseln)
| Gelbes Symbol für Goldmedaillen mit stilisierten Olympischen Ringen | Graues Symbol für Silbermedaillen mit stilisierten Olympischen Ringen | Braundes Symbol für Bronzemedaillen mit stilisierten Olympischen Ringen |
| ------------------------------------------------------------------- | --------------------------------------------------------------------- | ----------------------------------------------------------------------- |
| —                                                                   | 1                                                                     | —                                                                       |

Die Amerikanischen Jungferninseln nahmen an den Olympischen Sommerspielen 1988 in Seoul mit einer Delegation von 22 Sportlern (19 Männer, drei Frauen) in sechs Sportarten teil. Die Amerikanischen Jungferninseln nahmen damit zum fünften Mal an Olympischen Sommerspielen teil. Der Segler Peter Holmberg gewann mit der Silbermedaille im Finn-Dinghi die erste und bislang einzige Olympiamedaille des Landes.

## Medaillengewinner

### Silber
| Name           | Sportart | Wettkampf   |
| -------------- | -------- | ----------- |
| Peter Holmberg | Segeln   | Finn-Dinghy |

## Teilnehmer nach Sportarten

### Leichtathletik
Laufen und Gehen 
| Athleten         | Wettbewerb | Vorlauf   | Vorlauf   | Viertelfinale | Viertelfinale | Halbfinale    | Halbfinale    | Finale        | Finale        | Rang |
| Athleten         | Wettbewerb | Zeit      | Rang      | Zeit          | Rang          | Zeit          | Rang          | Zeit          | Rang          | Rang |
| ---------------- | ---------- | --------- | --------- | ------------- | ------------- | ------------- | ------------- | ------------- | ------------- | ---- |
| Herren           |            |           |           |               |               |               |               |               |               |      |
| Calvin Dallas    | Marathon   | 2:42:19 h | 2:42:19 h | 2:42:19 h     | 2:42:19 h     | 2:42:19 h     | 2:42:19 h     | 2:42:19 h     | 2:42:19 h     | 77   |
| Jimmy Flemming   | 100 m      | 10,70 s   | 6         | ausgeschieden | ausgeschieden | ausgeschieden | ausgeschieden | ausgeschieden | ausgeschieden | -    |
| Jimmy Flemming   | 200 m      | 21,33 s   | 3         | 21,23 s       | 6             | ausgeschieden | ausgeschieden | ausgeschieden | ausgeschieden | -    |
| Neville Hodge    | 100 m      | 10,73 s   | 5         | ausgeschieden | ausgeschieden | ausgeschieden | ausgeschieden | ausgeschieden | ausgeschieden | -    |
| Marlon Williams  | Marathon   | 2:52:06 h | 2:52:06 h | 2:52:06 h     | 2:52:06 h     | 2:52:06 h     | 2:52:06 h     | 2:52:06 h     | 2:52:06 h     | 78   |
| Wallace Williams | Marathon   | 2:44:40 h | 2:44:40 h | 2:44:40 h     | 2:44:40 h     | 2:44:40 h     | 2:44:40 h     | 2:44:40 h     | 2:44:40 h     | 81   |
| Desai Wynter     | 400 m      | 48,39 s   | 8         | ausgeschieden | ausgeschieden | ausgeschieden | ausgeschieden | ausgeschieden | ausgeschieden | -    |
| Damen            |            |           |           |               |               |               |               |               |               |      |
| Ruth Morris      | 200 m      | 24,51 s   | 6         | ausgeschieden | ausgeschieden | ausgeschieden | ausgeschieden | ausgeschieden | ausgeschieden | -    |
| Ruth Morris      | 400 m      | 55,60 s   | 6         | ausgeschieden | ausgeschieden | ausgeschieden | ausgeschieden | ausgeschieden | ausgeschieden | -    |

### Radsport

#### Straße
| Athleten           | Wettbewerb   | Zeit      | Rang |
| ------------------ | ------------ | --------- | ---- |
| Damen              |              |           |      |
| Stephanie McKnight | Einzelrennen | 2:01:50 h | 48   |

### Reiten
| Athleten       | Wettbewerb | Strafpunkte | Rang |
| -------------- | ---------- | ----------- | ---- |
| Vielseitigkeit |            |             |      |
| Eric Brodnax   | Einzel     | 417,8       | 35   |

### Schießen
| Herren         |                                            |      |    |
| Bruce Meredith | Kleinkalibergewehr Dreistellungskampf 50 m | 1141 | 47 |
| Bruce Meredith | Kleinkalibergewehr liegend 50 m            | 586  | 50 |

### Schwimmen
| Athleten                                                          | Wettbewerb          | Vorlauf     | Vorlauf | Halbfinale    | Halbfinale    | Finale        | Finale        | Rang |
| Athleten                                                          | Wettbewerb          | Zeit        | Rang    | Zeit          | Rang          | Zeit          | Rang          | Rang |
| ----------------------------------------------------------------- | ------------------- | ----------- | ------- | ------------- | ------------- | ------------- | ------------- | ---- |
| Herren                                                            |                     |             |         |               |               |               |               |      |
| William Cleveland                                                 | 100 m Schmetterling | 1:01,10 min | 7       | ausgeschieden | ausgeschieden | ausgeschieden | ausgeschieden | 45   |
| William Cleveland                                                 | 200 m Schmetterling | 2:13,19 min | 3       | ausgeschieden | ausgeschieden | ausgeschieden | ausgeschieden | 39   |
| Hans Foerster                                                     | 50 m Freistil       | 24,72 s     | 5       | ausgeschieden | ausgeschieden | ausgeschieden | ausgeschieden | 44   |
| Hans Foerster                                                     | 100 m Freistil      | 54,29 s     | 2       | ausgeschieden | ausgeschieden | ausgeschieden | ausgeschieden | 54   |
| Hans Foerster                                                     | 200 m Freistil      | 2:01,94 min | 2       | ausgeschieden | ausgeschieden | ausgeschieden | ausgeschieden | 58   |
| Ronald Pickard                                                    | 50 m Freistil       | 25,01 s     | 2       | ausgeschieden | ausgeschieden | ausgeschieden | ausgeschieden | 47   |
| Ronald Pickard                                                    | 100 m Freistil      | 54,72 s     | 5       | ausgeschieden | ausgeschieden | ausgeschieden | ausgeschieden | 58   |
| Kraig Singleton                                                   | 100 m Brust         | 1:11,68 min | 7       | ausgeschieden | ausgeschieden | ausgeschieden | ausgeschieden | 55   |
| Kraig Singleton                                                   | 200 m Brust         | 2:36,45 min | 3       | ausgeschieden | ausgeschieden | ausgeschieden | ausgeschieden | 49   |
| Kraig Singleton                                                   | 200 m Lagen         | 2:16,93 min | 3       | ausgeschieden | ausgeschieden | ausgeschieden | ausgeschieden | 46   |
| Kristan Singleton                                                 | 100 m Schmetterling | 1:00,97 min | 6       | ausgeschieden | ausgeschieden | ausgeschieden | ausgeschieden | 44   |
| Kristan Singleton                                                 | 200 m Schmetterling | 2:19,68 min | 4       | ausgeschieden | ausgeschieden | ausgeschieden | ausgeschieden | 40   |
| Kristan Singleton                                                 | 200 m Freistil      | 2:06,45 min | 3       | ausgeschieden | ausgeschieden | ausgeschieden | ausgeschieden | 59   |
| William Cleveland Hans Foerster Kraig Singleton Kristan Singleton | 4 × 100 m Freistil  | 3:43,23 min | 6       | ausgeschieden | ausgeschieden | ausgeschieden | ausgeschieden | 18   |
| William Cleveland Hans Foerster Ronald Pickard Kraig Singleton    | 4 × 200 m Freistil  | 8:15,51 min | 8       | ausgeschieden | ausgeschieden | ausgeschieden | ausgeschieden | 13   |
| William Cleveland Hans Foerster Kraig Singleton Kristan Singleton | 4 × 100 m Lagen     | 4:15,03 min | 2       | ausgeschieden | ausgeschieden | ausgeschieden | ausgeschieden | 24   |
| Damen                                                             |                     |             |         |               |               |               |               |      |
| Tricia Duncan                                                     | 100 m Rücken        | 1:10,37 min | 2       | ausgeschieden | ausgeschieden | ausgeschieden | ausgeschieden | 34   |
| Tricia Duncan                                                     | 200 m Rücken        | 2:33,97 min | 2       | ausgeschieden | ausgeschieden | ausgeschieden | ausgeschieden | 30   |

### Segeln
| Athleten                         | Wettbewerb  | Endstand | Endstand       |
| Athleten                         | Wettbewerb  | Punkte   | Rang           |
| -------------------------------- | ----------- | -------- | -------------- |
| Herren                           |             |          |                |
| Peter Holmberg                   | Finn-Dinghy | 40,4     | Silbermedaille |
| Luke Baldauf                     | Windsurfen  | 174,0    | 24             |
| Jean Braure, Hans Reiter         | Tornado     | 166,0    | 22             |
| John Foster sr., John Foster jr. | Tempest     | 137,0    | 20             |